# Georges Auric
Georges Auric (Lodève, 1899. február 15. – Párizs, 1983. július 23.) francia zeneszerző, zongoraművész. Elsősorban filmzenéiről ismert, de néhány filmben színészként is szerepelt és  tagja volt a fauvista Hatok (Les Six) csoportnak  Számtalan filmhez írt zenét, sok ismert dallam fűződik a nevéhez. Fiatal éveiben filmszerepeket is vállalt.

## Ifjúsága és tanulmányai
Georges Auric első zongoraleckéit a Conservatoire de Montpellier-ben kapta, majd 13 évesen felvették a párizsi konzervatóriumba. Itt egy évig Georges Caussade növendékeként ellenpont és fúga tanulmányokat folytatott. 1914-től kezdődően zeneszerzést tanult Vincent d’Indynél a Schola Cantorum de Paris-n illetve Albert Rousselnél.
Zenei karrierje igen korán elkezdődött, amikor is 14 évesen hangversenyt adott a Société Musicale Indépendante szervezésében. A következő évben több dalát előadták a Société Nationale de Musique-ban. Első dalai Erik Satie, Igor Sztravinszkij és Emmanuel Chabrier hatását tükrözik.
Miután a csodagyerek Auric ismertté vált mind zeneszerzőként, mind zongoristaként, a következő évtizedben Erik Satie vette a pártfogásába. Az 1910-es és ‘20-as években jelentős szerepe volt a párizsi avantgárd zene alakításában, rá pedig komoly befolyással volt a Les Six csoport többi komponistája, illetve Cocteau.

## Muzsikusi pályája, művészete
Auric korai szerzeményeit a zenei establishment iránti lázadás és a zenei utalások használata jellemezte. Emiatt, valamint Cocteau-hoz és Satie-hoz fűződő viszonya miatt Henri Collet zenekritikus  egy Les Six nevű csoportba sorolta őt (amelyet az Orosz ötök mintájára talált ki). Jó barátságban volt Jean Hugo-val, a sokoldalú művésszel és Raymond Radiguet-vel, a sikeres íróval is. A Les Six csoport munkájában költemények és más szövegek megzenésítésével vett részt. A csoport másik öt tagja mellett ő is írt egy darabot a L'Album des Six-be. 1921-ben Cocteau felkérte, hogy írjon zenét Les mariés de la tour Eiffel (Az Eiffel-torony jegyespárja) című drámájához. Mivel kifutott az időből, megkérte a csoportbeli társait a közreműködésre: Louis Durey kivételével a többiek részt vettek a közös munkában. Ezen időszakban írta meg Sous le masque című egyfelvonásos operáját is (1927). (Egy korábbi, 1919-es operája, a La reine de coeur, elveszett).
Szintén 1927-ben írta a Rondeau tételt a L'éventail de Jeanne című gyermekbaletthez, amely tíz francia zeneszerző együttműködésének volt a gyümölcse. 1952-ben még egy közös munkára vállalkozott: a hét zeneszerző által komponált, La guirlande de Campra című zenekari mű 7. Écossaise tételét írta meg. A Hatok, bár csupán informális és rövid életű csoport volt, ismertté tette a nevét az uralkodó zenei világ elleni fellépésével, valamint az abszurd és szatirikus eszközök alkalmazásával. A csoport ugyanúgy lázadt Wagner, mint Debussy ellen. Ezen komponisták zenéje, köztük Auricé is, az akkori idők Párizsában sajátságos kulturális vonulatot képviselt, elvetette az orosz és német szerzők „nemzetközi” stílusát, csakúgy mint Debussy impresszionizmusát
Auric későbbi, népszerűségre törekvő zeneszerzővé alakulásának előképe volt a Hatok sok zenei megoldása és eszménye, különösen a populáris dallamok és szituációk felhasználása. A cirkuszi és tánczene igen jelentős szerepet játszott a Hatok művészetében, kiváltképpen a közös munkáikban.  A csoport azonban nemsokára bomlani kezdett, mivel Auric és a többiek is a művészet más-más útját kezdték járni.

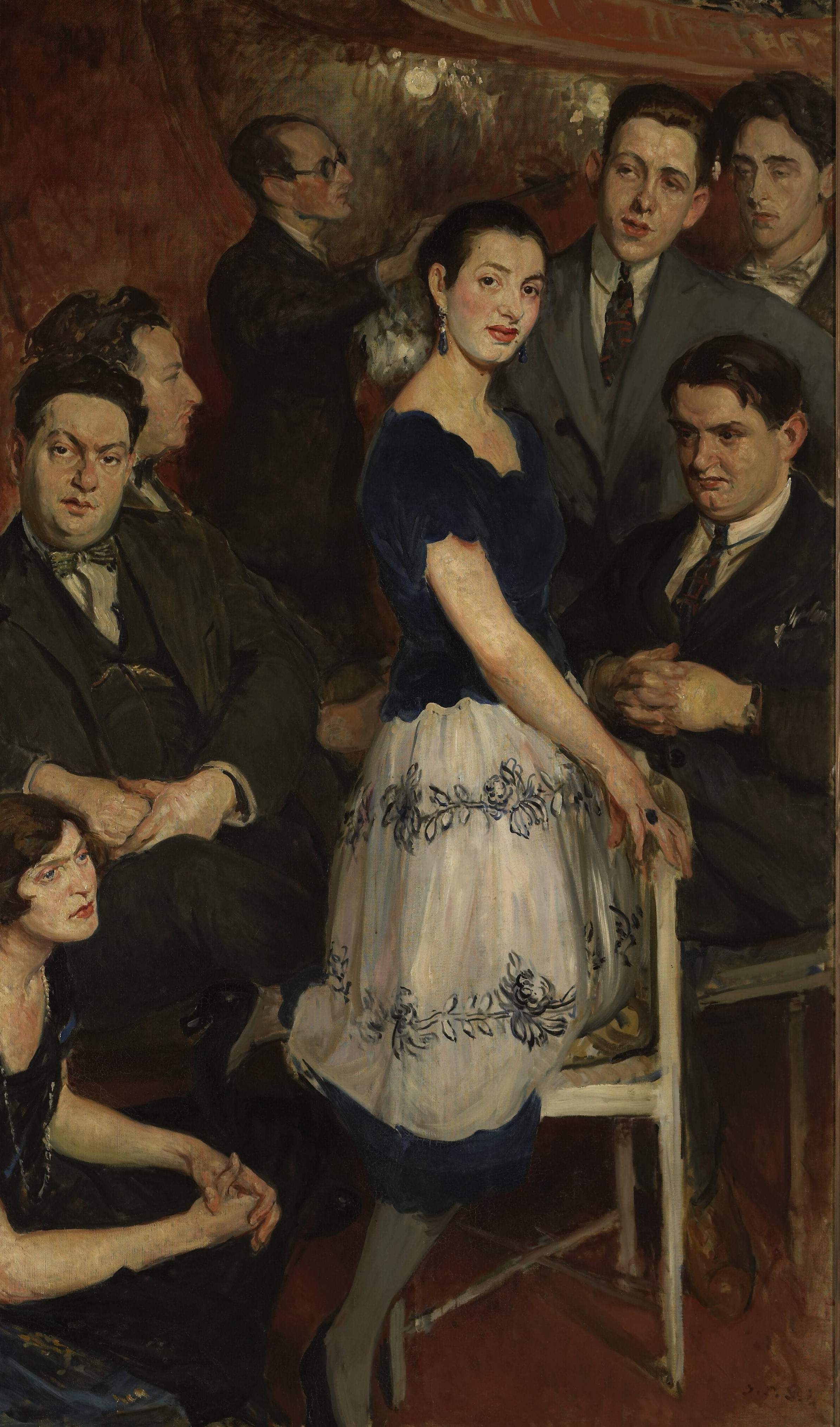
Le Groupe des six, 1921 Jacques-Émile Blanche festménye. Középen a zongorista Marcelle Meyer. Baloldalt, lentről felfelé: Germaine Tailleferre, Darius Milhaud, Arthur Honegger, Louis Durey. Jobbra, állva: Francis Poulenc, Jean Cocteau; ülve: Georges Auric.

Korai, avantgárd zeneszerzői sikereit követően Auric művészetében átmeneti periódus következett az 1930-as években. 1930-ban kezdett el filmzenéket írni és 1931-ben elkészült az Éljen a szabadság! című film zenéjével, amelynek kedvező volt a fogadtatása. A filmet magát ugyan bírálatok érték állítólagos kommunista és anarchista témái miatt, de Auric zenéje általános tetszést aratott.  
Míg a kezdetekben sikeres filmzene komponista volt, zenéje pangó és változó periódusokon ment át. 1930-31-es zongoraszonátája nem igazán volt sikeres, és egy olyan ötéves időszak követte, melyben igen keveset komponált, köztük az első három filmzenéjét.
Együttműködése Cocteau-val ez időszakban is folytatódott: zenét írt Cocteau Le sang d’un poète című művéhez. 1935-re felhagyott azonban korábbi elitista és erősen távolságtartó magatartásával, a művészet populista megközelítésének kedvéért. Baloldali csoportosulásokkal és kiadványokkal került kapcsolatba, mint például az Association des Ecrivains et des Artistes Révolutionnaires (AEAR), a Maison de la Culture és a Fédération Musicale Populaire. Négy stratégiát követett a komponálásban. Először is: bekapcsolódni más baloldali művészek csoportjaiba; másodszor: minél több műfajban komponálni és ezáltal szélesebb hallgatósághoz eljutni; harmadszor: zenét írni a fiatalok számára; és negyedszer: közvetlenebbül kifejezni a politikai nézeteit a zenében.
Abban, hogy mely filmekhez írjon zenét, részben ezek az új iránytűi, részben a régi kapcsolatai befolyásolták. A Hatok időszakától kezdődően, hosszú időn keresztül dolgozott együtt Jean Cocteau-val, összesen tizenegy filmben. Az évek során számos filmhez írt zenét, köztük Franciaországban, Angliában és Amerikában gyártott filmekhez is. Az egyik legnépszerűbb filmzenéje a Moulin Rouge, melynek híres dala, a „Where Is Your Heart?” nagyon népszerűvé vált. 1962-ben felhagyott a filmzenék komponálásával, amikor ő lett a Opéra National de Paris igazgatója, majd a Société des auteurs, compositeurs et éditeurs de musique (SACEM), a francia szerzői jogok szervezetének elnöke. Folytatta viszont a klasszikus kamaraművek komponálását, különösen fúvósokra, egészen haláláig.
A zenekritika volt Auric pályájának másik fő területe. Kritikájának fókuszában a Hatok és Cocteau eszméinek (esprit nouveau) propagálása állt. Különösen bírálta Debussy, Wagner, Saint-Saëns, és Massenet általa észlelt követelőzését, hasonlóan azok követőinek munkásságát. Cocteau, a Hatok és Auric ezen szerzők zenéjét olyannak találták, amely elszakadt a valóságtól és ehelyett a népszerűség talaján álló zenét preferálták.
Auric 1930-ban feleségül vette Eleanore Vilter festőművésznőt, aki 1982-ben hunyt el. Auric Párizsban halt meg 1983. július 23-án és a Montparnasse-temetőben helyezték örök nyugalomra, felesége mellett.
1990. november 26. óta utca viseli a nevét Párizs 19. kerületében: Rue Georges-Auric.

## Auric és a politika
Bár Auric bírálta Satie-t az 1920-as években, amiért csatlakozott a Francia Kommunista Párthoz, ő maga több baloldali csoporttal került kapcsolatba, és az 1930-as években olyan kommunista lapokban publikált, mint a Marianne illetve a Paris-Soir. Az Association des Ecrivains et des Artistes Révolutionnaires (AEAR) nevű szervezet célja az volt, hogy összehozza a szovjet és francia kommunista művészeket, megvitatni a céljaikat és azt, hogyan tárják eszméiket a nyilvánosság elé. E csoporton keresztül Auric számos szélsőbaloldali művésszel és gondolkodóval találkozott. Ezek az eszmék befolyásolták Auric koncertprogramjait ugyanúgy, mint azokat a választásait, hogy mely filmekhez írjon zenét.

## Művei
(Forrás: Georges Auric műveinek jegyzéke a francia Wikipédián)

### Klasszikus muzsika

#### Kamarazene
- Doubles jeux pour deux pianos, két zongorára, 1970-1972
- Aria, fuvolára és zongorára, 1977

#### Zongoraművek
- Adieu New York !, foxtrott zongorára vagy zenekarra, 1920
- Cinq Bagatelles,[18] négy kézre, 1925-1926
- Bibliophilie, két zongorára, 1932
- Danse française, 1946
- Élégie
- L’Évasion

#### Zenekari művek
- Chandelles romaines, 1919
- Adieu New York !, foxtrott zongorára vagy zenekarra, 1920
- La Chaîne, 1931
- Conquête de la terre, 1955
- Allegro final, 1956

#### Kórusművek
- Cinq chansons françaises, 1941 (Nadia Boulanger-nak ajánlva)
- La Corvée d'eau, 1983

#### Dalok
- Alphabet, hét dal Raymond Radiguet négysoros stanzáira, 1923
- Cinq poèmes, de Gérard de Nerval, 1925
- Deux romances, 1926
- Cinq chansons de Lise Hirtz, 1930
- Drôles d'histoires, 1936
- Chant sinistre, 1936
- Au bord de l'eau, 1937
- Au commissariat, 1937
- Le Campeur en chocolat, 1937
- Le Canard, 1937
- Chantons jeune fille, 1937
- Chez Hélène, 1937
- En barque, 1937
- Cinq chansons française, 1941
- Du côté de la vie, induló, 1949
- Cœur de mon cœur, énekhangra és zongorára/zenekarra, 1954

#### Színpadi művek
- Entr'acte Raymond Radiguet Les Pélicans című darabjára, 1921
- Le Dompteur, 1925
- Diable, 1926
- Les Oiseaux, Bernard Zimmer/Arisztophanész műve alapján, 1928
- L’Escalier de la vie, revü musical egy felvonásban, 1928
- Le Camelot, 1936
- Le Bossu, 1949
- Anastasia Marcelle Maurette művére, 1952
- Les Croulants se portent bien, 1959
- Esther Jean Racine műve alapján, 1961

#### Balettek
- Les Fâcheux, Alfred de Musset műve alapján, 1924
- Les Matelots, 1925
- La Pastorale, 1926
- Les Enchantements d'Alcine, 1929
- La Concurrence, 1932
- Phèdre
- Le Peintre et son modèle, 1948
- Chemin de lumière, 1952
- Coup de feu, 1952
- La Chambre, 1955

### Filmzenék
- Le Sang d'un poète (Jean Cocteau), 1930
- Éljen a szabadság! (À nous la liberté) (René Clair), 1931
- Lac aux Dames (Marc Allégret), 1934
- Les Mystères de Paris (Félix Gandéra), 1935
- Sous les yeux d'Occident (Razumov) (Marc Allégret), 1936
- Un déjeuner de soleil (Marcel Cravenne), 1937
- Tamara la complaisante (Jean Delannoy és Félix Gandéra), 1937
- La Danseuse rouge (Jean-Paul Paulin), 1937
- Gribouille (Marc Allégret), 1937
- Le Messager (Raymond Rouleau), 1937
- Alibi (Pierre Chenal), 1937
- Les Oranges de Jaffa 1938
- Son oncle de Normandie (Jean Dreville), 1938
- La Rue sans joie (André Hugon), 1938
- Huilor (Alexander Alexeieff és Claire Parker), 1938
- Trois minutes – les saisons 1938
- La Vie d'un homme (Jean-Paul Le Chanois), 1938
- L'Affaire Lafarge (Pierre Chenal), 1938
- Orage (Marc Allégret), 1938
- Entrée des artistes (Marc Allégret), 1938
- La Mode rêvée (Marcel L’Herbier), 1939
- Le Corsaire (Marc Allégret), 1939
- De la ferraille à l'acier victorieux, 1940
- Opéra-Musette (René Lefèvre és Claude Renoir), 1942
- Macao, l'enfer du jeu (Jean Delannoy), 1942
- L'assassin a peur la nuit (Jean Delannoy), 1942
- Monsieur La Souris (Georges Lacombe), 1942
- Les Petits Riens (Raymond Leboursier), 1942
- La Belle Aventure, (Marc Allégret),(1942
- L'Éternel Retour (Jean Delannoy), 1943
- Le Bossu (Jean Delannoy), 1944
- Farandole (André Zwobada), 1945
- François Villon (André Zwobada), 1945
- Au cœur de la nuit (Dead of Night) (Alberto Cavalcanti, Charles Crichton, Basil Dearden és Robert Hamer), 1945
- La Part de l'ombre (Jean Delannoy), 1945
- César et Cléopâtre (Caesar and Cleopatra) (Gabriel Pascal), 1945
- La Belle et la Bête (Jean Cocteau), 1946
- La Symphonie pastorale (Jean Delannoy), 1946
- La Rose et le réséda (André Michel), 1947
- À cor et à cri (Hue and Cry) (Charles Crichton), 1947
- Torrents (Serge de Poligny), 1947
- Les jeux sont faits (Jean Delannoy), 1947
- Il pleut toujours le dimanche (It Always Rains on Sunday), (Robert Hamer), 1947
- Silent Dust (Lance Comfort), 1948
- Kermesse fantastique (József Misik), 1948
- La Septième Porte (André Zwobada), 1948
- Ruy Blas (Pierre Billon), 1948
- Corridor of Mirrors (Terence Young), 1948
- L'Aigle à deux têtes (Jean Cocteau), 1948
- Aux yeux du souvenir (Jean Delannoy), 1948
- Another Shore' (Charles Crichton), 1948
- Les Parents terribles (Jean COcteau), 1948
- The Spider and the Fly (Robert Hamer), 1949
- Passeport pour Pimlico (Passport to Pimlico) (Henry Cornelius), 1949
- Noces de sable (André Zwobada), 1949
- La Reine des cartes (The Queen of Spades) (Thorold Dickinson), 1949
- Maya (Raymond Bernard), 1949
- Cage of Gold (Basil Dearden), 1950
- Orphée[19] (Jean Cocteau), 1950
- Caroline chérie (Richard Pottier), 1951
- The Galloping Major (Henry Cornelius), 1951
- Les Amants de bras-mort (Marcello Pagliero), 1951
- De l'or en barres (The Lavender Hill Mob) (Charles Crichton), 1951
- Ce siècle a cinquante ans (Denise Tual, Yannick Bellon), 1951
- Nez de cuir (Yves Allégret), 1952
- La Putain respectueuse (Charles Brabant, Marcello Pagliero), 1952
- Moulin Rouge (John Huston), 1952
- Tortillard pour Titfield (The Titfield Thunderbolt) (Charles Crichton), 1953
- Le Salaire de la peur (Henri-Georges Clouzot), 1953
- Vacances romaines (Roman Holiday) (William Wyler), 1953
- L'Esclave (Yves Ciampi), 1953
- Les bons meurent jeunes (The Good Die Young) (Lewis Gilbert), 1954
- Détective du bon Dieu (Father Brown) (Robert Hamer), 1954
- La Chair et le Diable (Jean Josipovici, 1954
- Les Hommes ne comprendront jamais (The Divided Heart) (Charles Crichton), 1954
- Du rififi chez les hommes (Jules Dassin), 1955
- Chéri-Bibi (Marcello Pagliero), 1955
- Nagana (Hervé Bromberger), 1955
- Abdullah le Grand (Abdulla the Great) (Gregory Ratoff), 1955
- Les Hussards (Alex Joffé), 1955
- Lola Montès (Max Ophüls), 1955
- L'Odyssée du capitaine Steve (Walk Into Paradise) (Lee Robinson és Marcel Pagliero), 1956
- Gervaise (René Clément), 1956
- The Bespoke Overcoat (Jack Clayton), 1956
- Le Mystère Picasso (Henri-Georges Clouzot), 1956
- Les Aventures de Till L'Espiègle (Gérard Philipe és Joris Ivens), 1956
- Notre-Dame de Paris )Jean Delannoy), 1956
- Dangerous Exile (Brian Desmond Hurst), 1957
- Dieu seul le sait (Heaven Knows, Mr. Allison) (John Huston), 1957
- Les Sorcières de Salem (Raymond Rouleau), 1957
- The Story of Esther Costello (David Miller), 1957
- Celui qui doit mourir (Jules Dassin), 1957
- Les Espions (Henri-Georges Clouzot), 1957
- Les Bijoutiers du clair de lune (Roger Vadim), 1958
- Next to No Time (Henry Cornelius), 1958
- Christine (Pierre Gaspard-Huit), 1958
- Le Voyage (The Journey) (Anatole Litvak), 1959
- SOS Pacific (Guy Green), 1959
- Le Testament d'Orphée, ou ne me demandez pas pourquoi! (Jean Cocteau), 1960
- Sergent X (Bernard Borderie), 1960
- Schlußakkord (Wolfgang Liebeneiner), 1960
- Le Rendez-vous de minuit (Roger Leenhardt), 1961
- La Princesse de Clèves (Jean Delannoy), 1961)
- Aimez-vous Brahms ?[20] (Goodbye Again) (Anatole Litvak), 1961
- Le Pont vers le soleil (Bridge to the Sun) (Étienne Périer), 1961
- Les Innocents (The Innocents) (JackMarcel Clayton), 1961
- La Chambre ardente (Julien Duvivier), 1962
- Carillons sans joie (Charles Brabant), 1962
- The Kremlin (TV) (Peter Jarvis), 1963
- The Mind Benders (Basil Dearden), 1963
- Thomas l'imposteur (Georges Franju), 1965
- Marc et Sylvie (tv-sorozat) 1965
- La Communale (Jean L'Hôte), 1965
- La Sentinelle endormie (Jean Dréville), 1966
- L'Âge heureux (tv-sorozat) (Philippe Agostini), 1966
- Opération opium (Poppies Are Also Flowers) (Terence Young), 1966
- La Grande vadrouille (Gérard Oury), 1966
- Therese und Isabell (Radley Metzger), 1968
- Le Trésor des Hollandais (tv-sorozat) (Philippe Agostini), 1969
- L'Arbre de Noël (Terence Young), 1969
- Les Zingari (tv-sorozat) (Robert Guez), 1975

## Fordítás
- Ez a szócikk részben vagy egészben  a   Georges Auric című angol Wikipédia-szócikk ezen változatának fordításán alapul.  Az eredeti cikk szerkesztőit annak laptörténete sorolja fel. Ez a jelzés csupán a megfogalmazás eredetét és a szerzői jogokat jelzi, nem szolgál a cikkben szereplő információk forrásmegjelöléseként.
- Ez a szócikk részben vagy egészben  a   Georges Auric című francia Wikipédia-szócikk ezen változatának fordításán alapul.  Az eredeti cikk szerkesztőit annak laptörténete sorolja fel. Ez a jelzés csupán a megfogalmazás eredetét és a szerzői jogokat jelzi, nem szolgál a cikkben szereplő információk forrásmegjelöléseként.